# استنفیلد (اورگن)
استنفیلد (به انگلیسی: Stanfield) شهری در شهرستان یومتیلا ایالت اورگن است و در سرشماری سال ۲۰۱۱ میلادی، ۲٬۰۴۳ نفر جمعیت داشته که نسبت به سال ۲۰۱۰، ۰٫۵۹ درصد رشد جمعیت داشته‌است.

## موقعیت جغرافیایی
موقعیت جغرافیایی شهرها و مناطق اطراف به شرح زیر است: